# Nicolae Drăghiea
Nicolae Drăghiea (n. 5 noiembrie 1966, Turnu Severin, Mehedinți, România) este un fost deputat român în legislatura 1992-1996, ales în județul Mehedinți pe listele PSM.
Absolvent al Liceului Traian din Drobeta Turnu Severin, secția umanistică; absolvent al Facultății de Istorie și Filosofie a Universității din București.
Profesor la Colegiul National Pedagogic ``Stefan Odobleja``, Drobeta Turnu Severin;
Director al Liceului particular Gh. Țițeica Drobeta Turnu Severin;
Deputat și Chestor al Camerei Deputaților în legislatura 1992-1996;
Secretar General ( 2001- 2005); Subprefect ( 2006- 2010); Prefect (2012- 2016) al Instituției Prefectului Mehedinți;
Inspector Guvernamental la Secretariatul General al Guvernului (2010- mai 2012);
Administrator Public al Consilului Județean Mehedinți (2016)
În ianuarie 2017, Nicolae Drăghie a fost numit prefect al județului Mehedinți. 